# سیارک ۹۹۰۳
سیارک ۹۹۰۳ (به انگلیسی: 9903 Leonhardt، نامگذاری:1997NA1) نه هزار و نهصد و سومین سیارک کشف شده‌است که در ۴ ژوئیه ۱۹۹۷ کشف شد.
قدر مطلق سیارک برابر ۱۴٫۴۰ است.